# Kleinstaaterei

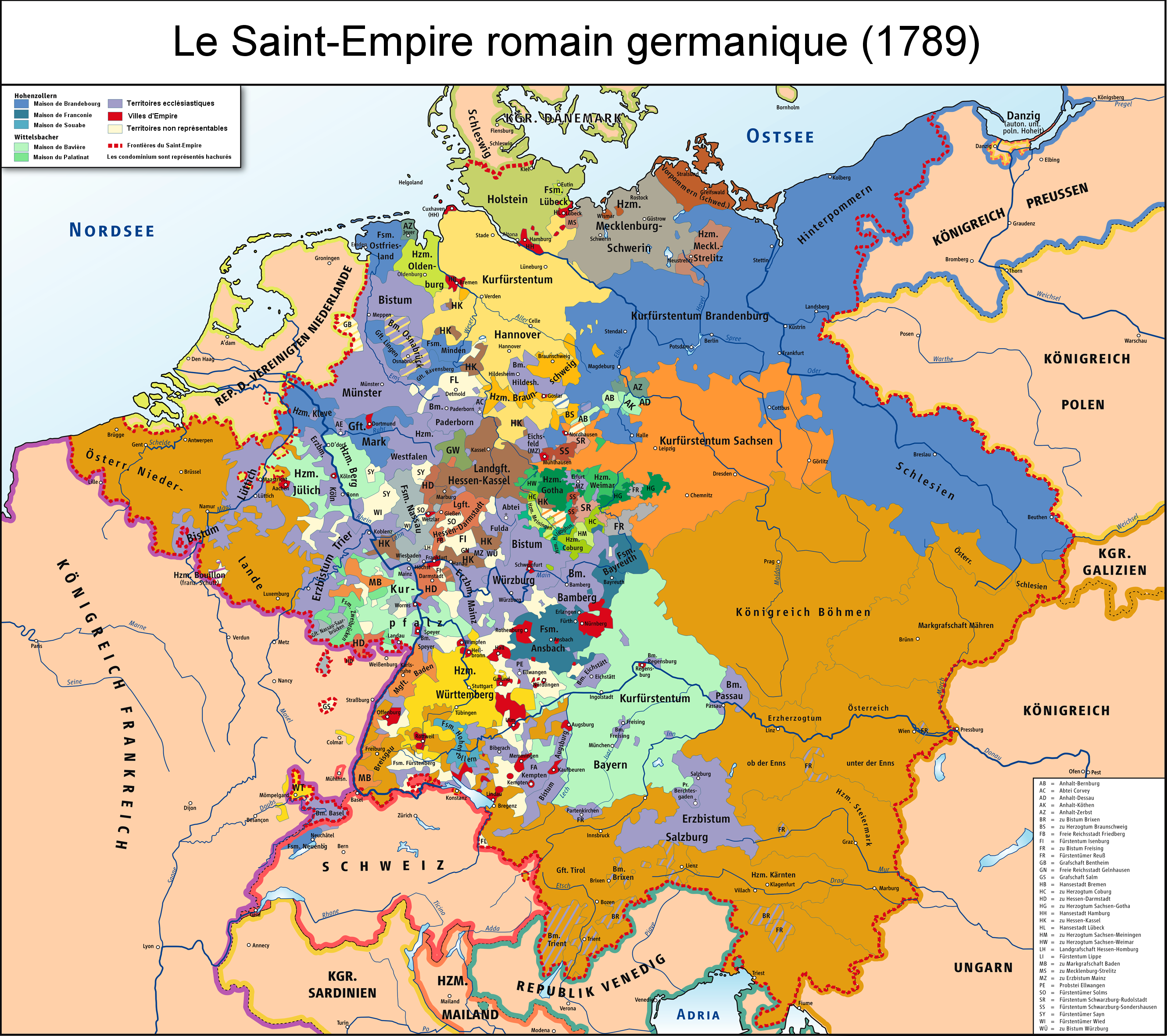
Le Saint-Empire à la veille de la Révolution française.

La Kleinstaaterei (de Kleinstaat, « micro-État », auquel est ajouté le suffixe -erei pour former un nom verbal) est un concept historique utilisé pour décrire — souvent péjorativement — le morcellement du Saint-Empire romain germanique à partir du XVe siècle en plusieurs centaines de petits États et principautés indépendants, imbriqués les uns dans les autres, parfois à peine plus grands qu'une ville.
Le terme, formé sur les mots allemands klein, « petit », et Staat, « État », ne connaît pas de traduction française ; son sens se rapproche de celui de balkanisation.

## Définition
Après le Moyen Âge et avant le XIXe siècle, le Saint-Empire romain germanique ne connaît pas le processus de formation d'un État-nation cohérent que peuvent connaître par exemple les royaumes voisins de France ou de Pologne, par concentration politique et centralisation. Bien que deux États relativement larges — la monarchie des Habsbourg et le royaume de Prusse — émergent à l'intérieur du Saint-Empire, il s'agit plus d'empires multi-nationaux qui possèdent des territoires substantiels à l'extérieur de ce dernier.
Mis à part ces deux États, le Saint-Empire consiste en plusieurs centaines de petites principautés de langue allemande. Après le Moyen Âge, ces États modernisent leurs administrations militaires, judiciaires et économiques, au détriment du niveau impérial, reléguant l'Empereur au rang de figure confédérale sans grand pouvoir politique et militaire. Le terme de Kleinstaaterei décrit cette absence d'organisation centrale au profit d'une multitude d'États quasiment indépendants les uns des autres.

## Histoire

### Origines
L'origine de la Kleinstaaterei repose dans le principe d'héritage monarchique, en vigueur dans tous les États du Saint-Empire à l'exception des villes libres et des territoires ecclésiastiques.
À la mort du prince d'un de ces territoires, la tradition germanique met plus en avant sa division entre ses héritiers mâles que la primogéniture. Celle-ci est finalement imposée pour les princes-électeurs en 1356 par la Bulle d'or de Charles IV ; pour les autres territoires, le principe de division continue à être appliqué majoritairement. Les États du Saint-Empire se subdivisent peu à peu entre des branches dynastiques différentes.
En outre, les territoires sont souvent divisés en Ämter (la plus petite unité administrative) non contigus, afin d'assurer en théorie que chaque frère bénéficie des mêmes recettes. Ce processus donne naissance à une mosaïque de petits territoires, fragmentés en de multiples enclaves.

### XIXesiècle
En 1806, l'empereur français Napoléon Ier contraint François II à dissoudre le Saint-Empire, provoquant une réduction de la Kleinstaaterei, mais non son élimination. Il réorganise le territoire, consolide les principautés voisines  et sécularise les biens ecclésiastiques, réduisant le nombre d'États à une vingtaine, à l'intérieur de la confédération du Rhin. Cette confédération ne survit pas à la défaite de Napoléon Ier. Le royaume de Prusse et l'empire d'Autriche, absents de la confédération du Rhin et vainqueurs en 1814 et 1815, agissent au congrès de Vienne pour restaurer une partie des dynasties éliminées par Napoléon Ier. Certaines consolidations restent cependant en place et l'Autriche et la Prusse annexent quelques territoires précédemment indépendants ; au total, la région se trouve divisée en une quarantaine d'États.
La montée du nationalisme à travers l'Europe conduit à l'idée d'un État-nation regroupant l'intégralité des peuples germaniques. Les nationalistes allemands commencent à mettre en avant le concept d'une Allemagne unifiée. Le terme de Kleinstaaterei prend un tour péjoratif pendant cette période. La question de l'unité allemande est une demande centrale des révolutions de 1848, mais les dynasties régnantes des petits États et des empires multinationaux d'Autriche et de Prusse résistent avec succès à ces efforts. Le terme d'État d'opérette fait son apparition dans la deuxième moitié du XIXe siècle.
Le chancelier prussien Otto von Bismarck s'efforce de construire un État allemand unifié autour de la maison des Hohenzollern. La Kleinstaaterei prend largement fin en 1871 après la proclamation de l'Empire allemand. La majeure partie des États germaniques (à l'exception notable de l'Autriche-Hongrie, entre autres) se trouvent réunies dans une structure politique commune.

### XXesiècle
Avec l'abolition de la monarchie en 1918, les petits États fédérés disparaissent également. Cette élimination s'est poursuivie jusqu'après la Seconde Guerre mondiale.

## Usage contemporain
Le terme Kleinstaaterei est parfois utilisé dans les médias allemands pour décrire le système fédéral allemand dans un sens critique, tout particulièrement pour la supposée inefficacité de l'État allemand à réformer les domaines sous la responsabilité des Länder.

## Autres usages
Par analogie, les historiens allemands utilisent également le terme pour désigner des situations similaires, particulièrement dans le cas de l'Italie avant le Risorgimento.